# Dziedziczenie kontraktowe
Dziedziczenie kontraktowe – dziedziczenie, w którym tytułem prawnym do spadkobrania jest umowa pomiędzy spadkodawcą a spadkobiercą. Jej celem było korygowanie pewnych przepisów prawa spadkowego w zakresie dziedziczenie testamentowego i beztestamentowego. Ewoluował z późnośredniowiecznego testamentu wzajemnego (testamentum mutuum), w którym testatorzy wzajemnie ustanawiali się spadkobiercami.
Występowało m.in. w Landrechcie pruskim z 1794 roku, austriackim ABGB, niemieckim BGB i szwajcarskim ZGB.
W polskim prawie cywilnym jedyną dopuszczalną umową o spadek po osobie żyjącej jest umowa o zrzeczenie się dziedziczenia.